# Conseil départemental de l'Hérault
Le conseil départemental de l'Hérault est l'assemblée délibérante du département français de l'Hérault, collectivité territoriale décentralisée. Son siège se trouve à Montpellier.

## Exécutif

### Président du conseil départemental
- Kléber Mesquida (PS puis DVG), ancien député de l'Hérault, canton de Saint-Pons-de-Thomières, élu le 2 avril 2015.

#### Liste des présidents successifs
| Période                                  | Période                      | Identité                     | Étiquette                    | Étiquette                    |
| Président du conseil général             | Président du conseil général | Président du conseil général | Président du conseil général | Président du conseil général |
| ---------------------------------------- | ---------------------------- | ---------------------------- | ---------------------------- | ---------------------------- |
| 1871                                     |                              | Eugène Lisbonne              |                              | Républicain                  |
| Les données manquantes sont à compléter. |                              |                              |                              |                              |
| 1895                                     | 1913                         | Alexandre Laissac            |                              | Républicain modéré           |
| Les données manquantes sont à compléter. |                              |                              |                              |                              |
| 1920                                     | 1922                         | François Justin              |                              | PRS                          |
| 1922                                     | 1940                         | Louis Nègre                  |                              | PRS                          |
| 1940                                     | 1945                         | Conseil général suspendu     | Conseil général suspendu     | Conseil général suspendu     |
| 1945                                     | 1979                         | Jean Bène                    |                              | SFIO puis PS                 |
| 1979                                     | 1994                         | Gérard Saumade               |                              | PS                           |
| 1994                                     | 1998                         | Gérard Saumade               |                              | DVG                          |
| 1998                                     | 2015                         | André Vézinhet               |                              | PS                           |
| Président du conseil départemental       |                              |                              |                              |                              |
| 2015                                     | En cours                     | Kléber Mesquida              |                              | PS puis DVG                  |

### Les vice-présidents
- Claudine Vassas-Mejri (PS), Première Vice-présidente déléguée aux Solidarités territoriales, à la Transition numérique et à l'Innovation, canton du Crès, maire de Castries, 10e Vice-présidente de Montpellier Méditerranée Métropole.
- Philippe Vidal (PS), 2e Vice-président délégué à l'Aménagement du territoire, canton de Cazouls-lès-Béziers, maire de Cazouls-lès-Béziers, premier Vice-président de la Communauté de communes la Domitienne.
- Patricia Weber (PS), 3e Vice-présidente déléguée à la Solidarité aux personnes et à l'Autonomie, canton de Lattes, conseillère municipale de Juvignac.
- Christophe Morgo (DVG), 4e Vice-président délégué à l’Environnement, canton de Mèze, maire de Villeveyrac.
- Marie-Pierre Pons (PS), 5e Vice-présidente déléguée à la Culture, canton de Saint-Pons-de-Thomières, maire de Cessenon-sur-Orb.
- Vincent Gaudy (PS), 6e Vice-président délégué au Logement social et à la Politique foncière, canton de Pézenas, maire de Florensac.
- Gabrielle Henry (PS), 7e Vice-présidente déléguée aux Relations extérieures, canton de Montpellier-2.
- Yvon Pellet (DVG), 8e Vice-président délégué à l'Économie agricole et à l'Aménagement rural, canton du Crès, maire de Saint-Géniès-des-Mourgues.
- Nicole Morere (DVG), 9e Vice-présidente déléguée à l'Administration générale et aux Moyens, canton de Gignac, première adjointe d'Aniane.
- Jean-Louis Gély (PS), 10e Vice-président délégué au Tourisme et à l'Économie, canton de Montpellier-2.
- Marie Passieux (PS), 11e Vice-présidente déléguée aux Sports et aux Loisirs, canton de Clermont-l'Hérault.
- Jacques Rigaud (PS), 12e Vice-président délégué au Patrimoine départemental et aux Moyens opérationnels, canton de Lodève, conseiller municipal de Ganges.
- Véronique Calueba (PCF), 13e Vice-présidente déléguée aux Solidarités de l'enfance et de la Famille, canton de Sète, conseillère municipale de Sète.
- Renaud Calvat (PS), 14e Vice-président délégué à l'Éducation et aux Collèges, canton de Montpellier - Castelnau-le-Lez, maire de Jacou, premier Vice-président de Montpellier Méditerranée Métropole.
- Sylvie Pradelle (PS), 15e Vice-présidente déléguée à l’Insertion et à l'Économie solidaire, canton de Frontignan, conseillère municipale de Gigean.

### Conseillers départementaux délégués
- Julie Garcin-Saudo (PS), déléguée à la Démocratie citoyenne et à la Jeunesse.

## Composition du conseil départemental
Le conseil départemental est composé de 50 conseillers départementaux issus des 25 cantons du département. Ils se répartissent ainsi en fonction de leur appartenance politique :
Composition actuelle du conseil départemental
| Président du Conseil départemental |       |       |      |                                            |
|                                    |       |       |      |                                            |
| Kléber Mesquida (PS)               |       |       |      |                                            |
| Parti                              | Sigle | Sigle | Élus | Groupes                                    |
| Majorité (38 sièges)               |       |       |      |                                            |
| Parti socialiste                   |       | PS    | 19   | Groupe Majoritaire Solidaire et Ecologique |
| Divers gauche                      |       | DVG   | 14   | Groupe Majoritaire Solidaire et Ecologique |
| Parti communiste français          |       | PCF   | 2    | Groupe Majoritaire Solidaire et Ecologique |
| Europe-Ecologie Les Verts          |       | EELV  | 3    | Groupe Majoritaire Solidaire et Ecologique |
| Opposition (12 sièges)             |       |       |      |                                            |
| Les Républicains                   |       | LR    | 3    | Unis pour l'Hérault                        |
| Divers droite                      |       | DVD   | 3    | Unis pour l'Hérault                        |
| Rassemblement national             |       | RN    | 5    | Non-inscrits                               |
| Divers droite                      |       | DVD   | 1    | Non-inscrits                               |

## Identité visuelle

Logo du conseil général de l'Hérault de septembre 1998 au 1er avril 2015.
Logo transitoire du conseil départemental de l'Hérault.
Logo du conseil départemental de l'Hérault.